# Оаху
О́стрів Оа́ху  (англ. Oahu, з полінезійської «місце зборів») — вулканічний острів в Тихому океані, третій за величиною острів архіпелагу Гаваї; найважливіший та найбільший за населенням у штаті Гаваї (США). Гонолулу, столиця Гаваїв, розташована на південно-східному березі острова. Станом на 2012 рік населення острова становило 976 372 жителів.

## Географія
Площа острова 1 545,4 км². Острів має 71 км в довжину і 48 км в ширину. Довжина берегової лінії — 366 км. Острів горбистий, найвища вершина — Ка-ала (1225 м над рівнем моря), яка є частиною Коолауських гір (англ. Koʻolau Range). Складений головним чином базальтовою лавою. По території Оаху протікає найдовша річка архіпелагу — Кауконахуа (53 км). Від найближчого до Оаху — острова Молокаї, відокремлює Молокайська протока або Протока Каіві (англ. Kaiwi Channel) — ширина 41 км (26 морські милі), найбільша глибина — 701 м.

## Господарство
Сільське господарство острова становлять плантації ананасів, цукрової тростини.
Туризм — острів щорічно відвідують 6 мільйонів туристів.
Військова база — головна база тихоокеанського флоту США в Перл-Гарборі.

## Місця для туристів
- Ала Моана (англ. Ala Moana)
- Даймонд Гед (англ. Diamond Head)
- Бухта Ганойма (англ. Hanauma Bay)
- Гонолулу (англ. Honolulu)
- Норт Шор (Гаваї) (англ. North Shore)
- Перл-Гарбор (англ. Pearl Harbor)
- Полінезійський Культурний Центр (англ. Polynesian Cultural Center)
- Вайкікі (англ. Waikīkī)
- Сі Лайф Парк (англ. Sea Life Park)